# بنزثيازيد
بنزثيازيد (بالإنجليزية: Benzthiazide)‏ هو دواء يُستعمل في علاج:
- متلازمة كلوية[8]
- استسقاء عام[8]
- فشل القلب الاحتقاني[8]
- ارتفاع ضغط الدم[8]